# Aeroportul Isparta Süleyman Demirel
Aeroportul Isparta Süleyman Demirel (IATA: ISE, ICAO: LTFC) este un aeroport din Turcia ce deservește zona Isparta. Aeroportul a fost tranzitat în 2022 de 73.328 de pasageri. A fost deschis în 1997 și numit după zona deservită.
Situat la o altitudine de 864 m, aeroportul dispune de o singură pistă. Este operat de General Directorate of State Airports (Turkey)⁠(d).